# Rosa fargesiana
Rosa fargesiana es una especie de planta del género Rosa, de la familia Rosaceae.

## Taxonomía
Rosa fargesiana fue descrita por Boulenger en 1933.

## Distribución
Se encuentra en el territorio centro-sur de China.